# Megalogryllus
Megalogryllus is een geslacht van rechtvleugeligen uit de familie krekels (Gryllidae). De wetenschappelijke naam van dit geslacht is voor het eerst geldig gepubliceerd in 1930 door Lucien Chopard.

## Soorten
Het geslacht Megalogryllus omvat de volgende soorten:
- Megalogryllus clamosus Mesa & García-Novo, 2004
- Megalogryllus molinai Chopard, 1930